# Leendert van der Meulen

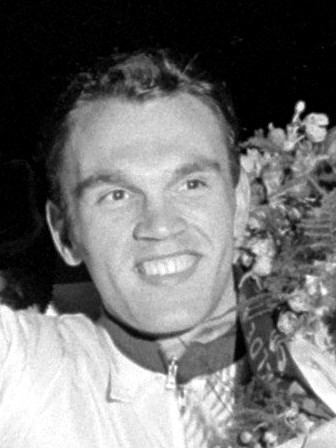
Leendert „Leen“ van der Meulen (1961)

Leendert „Leen“ van der Meulen (* 22. November 1937 in Badhoevedorp, heute zu Haarlemmermeer; † 2. September 2015 in Voorhout) war ein niederländischer Radrennfahrer und Steher-Weltmeister.
Zu Beginn seiner Karriere nahm Leen van der Meulen an Straßenrennen teil, 1958 belegte er den zweiten Platz bei der Ronde van Zuid-Holland. Bei der Olympia’s Tour stürzte er schwer und erlitt einen Schädelbasisbruch. Anschließend entschied er sich, nur noch Bahnrennen zu fahren. 1961 wurde Leen van der Meulen auf Anhieb Amateur-Weltmeister der Steher in Zürich, hinter Schrittmacher Bruno Walrave. 1960 errang er den nationalen Titel in dieser Disziplin, 1962 wurde er Zweiter. Nach dem Gewinn der Weltmeisterschaft 1961 war van der Meulen zu den Profis übergetreten, beendete aber nach einer weiteren Saison seine Radsportlaufbahn.
1979 wurde Leen van der Meulen als Projektentwickler tätig, baute eine Firma auf, die 1979 verkauft wurde, und er wanderte nach Kanada aus. Dort baute er neue Firmenprojekte auf, rief aber auch Radsport-Events ins Leben wie „Bike for your life“. Später lebte van der Meulen wieder in den Niederlanden.